# William Kreysler
William Kreysler es un deportista estadounidense que compitió en vela en la clase Star. Ganó una medalla de bronce en el Campeonato Mundial de Star de 1967.

## Palmarés internacional
| Campeonato Mundial | Campeonato Mundial     | Campeonato Mundial | Campeonato Mundial |
| Año                | Lugar                  | Medalla            | Clase              |
| ------------------ | ---------------------- | ------------------ | ------------------ |
| 1967               | Copenhague (Dinamarca) | Medalla de bronce  | Star               |